# Městská autobusová doprava v Moravskoslezském kraji
Přehled provozů městské autobusové dopravy na území Moravskoslezského kraje. V celém kraji je zaveden Integrovaný dopravní systém Moravskoslezského kraje ODIS.

## Okres Ostrava-město

### Ostrava
Autobusové linky mají čísla 20–99 (první trojčíslí licenčního čísla je 915), celkem je ve městě kolem 60 městských linek. Provozovatelem je Dopravní podnik Ostrava a. s.
Ve městě je též tramvajová a trolejbusová doprava, celá MHD je součástí ODIS.

## Okres Opava

### Opava
Linky 211–229, licenční čísla 905211 až 905229. Dopravcem je Městský dopravní podnik Opava, a. s. MHD Opava je začleněna do ODIS.  Linky 228 a 229 jsou noční. Dopravu zajišťuje 34 městských autobusů, všechny jsou nízkopodlažní. Koncem 90. let se na linkách objevovaly i dva mikrobusy Mercedes Benz, které dopravce vlastnil.
Městská autobusová doprava byla v Opavě zavedena roku 1941.
Viz též články Tramvajová doprava v Opavě (zrušená), Trolejbusová doprava v Opavě a Linkové vedení autobusů MHD Opava.

## Okres Bruntál

### Bruntál
Linky 851 a 852, licenční čísla 855851 a 855852. Obě linky jsou vedeny polookružně. Linky provozuje dopravce Transdev Morava. Do  konce roku 2020 zde jezdily dva autobusy SOR NB 12 původně z Karviné. Od roku 2021 jezdí dva vozy SOR CNG 12, také původem z Karviné. O víkendu jezdí autobusy SOR CN 10,5 a SOR CN 12. 

### Krnov
Městské linky 801 až 807 (do 12. června 2004 označované jako 1 až 7), licenční čísla 856801 až 856807, provozuje od ledna 2023 dopravce Transdev Morava, kdy nahradil původního dopravce Arriva autobusy. Od června 2004 je krnovská MHD začleněna do ODIS. Linky jsou obsluhovány autobusy IVECO Streetway 12M, SOR NS 12 a SOR BN 9.5.

## Okres Frýdek-Místek

### Frýdek-Místek
Linky 301– 319 (19 linek), licenční čísla 865301–865319. Systém MHD zahrnuje kromě města Frýdek-Místek i města Brušperk a Paskov, obce Baška, Dobrá, Fryčovice, Hukvaldy, Janovice, Kozlovice, Krásná, Metylovice, Nošovice, Palkovice, Pržno, Raškovice, Řepiště, Staré Město, Staříč, Sviadnov a Žabeň a ostravskou městskou část Nová Bělá. 
MHD je od ledna 2020 kompletně integrována v ODIS. Od prosince 2018 jsou nahrazeny čipové karty ČSAD Frýdek-Místek kartou ODISka, která slouží také jako nosič jízdného zdarma. Od 27. března 2011 je ve Frýdku-Místku zavedena MHD zdarma pro občany města, kteří jsou vůči městu bezdlužní, jde o dosud největší systém bezplatné veřejné dopravy v Česku.  
Dopravcem je ČSAD Frýdek-Místek a. s. V lednu 2017 byl založen městský dopravní podnik Dopravní podnik Frýdek-Místek s.r.o., který má za úkol do poloviny roku 2017 zpracovat návrh nových jízdních řádů, investic nutných pro zahájení provozu a kalkulaci ceny dopravy, a pokud by byla nižší než u dosavadního dopravce, od druhé poloviny roku by rovnou převzal provozování dopravy. Jinak podklady zpracované městským dopravním podnikem poslouží pro stanovení parametrů pro výběrové řízení na nového dopravce. Ten byl v roce 2019 zrušen a provoz nadále provozuje ČSAD Frýdek-Místek, od září 2023 zfúzována do společnosti Transdev Slezsko.

### Třinec
Linky 701-716 (16 linek), licenční čísla 866701 až 866716. Dopravcem je Arriva Morava, a. s. společně s Transdev Slezsko a. s.
MHD je od dubna 2011 kompletně integrována v ODIS.  V roce 2017 MHD nakoupila 10 elektrobusů, čímž se stala lídrem v této oblasti v Česku. Doprava zajišťována, k roku 2024, vozy: 10x elektrobus Škoda Perun 26 BB, 19x SOR NS 12 diesel, 1x Iveco Urbanway.

## Okres Karviná

### Karviná
Linky 511–520 (10 linek), licenční čísla 877511 až 877520 (před rokem 2009 linky 1–10 s licenčními čísly 877501 až 877510). Dopravcem je ČSAD Karviná a. s.. Linky jsou od 11.12.2016 součástí ODIS. 
V první polovině 20. století do města vedlo několik meziměstských úzkorozchodných tramvajových tratí. V roce 1912 byla postavena tramvajová trať z hlavního nádraží na Masarykovo náměstí a v roce 1951 pak byla prodloužena do Nového Města, kde na točně u okresního úřadu měla svou konečnou. Trať se dá považovat za základní pilíř karvinské městské dopravy, žel byla již zrušena ačkoli je pro Karvinou životně důležité provozovat ekologickou dopravu, která ve městě zoufale chybí. Ještě na přelomu 50. a 60. let 20. století vedla napříč Karvinou železniční trať Místní dráhy KFNB postavená roku 1898. Vedla z hlavního nádraží do stanice Petrovice u Karviné. Na území města měla zastávky v lázních Darkov, v Ráji a v Novém Městě. Budovy všech tří zastávek stále stojí, stanice v Novém Městě dokonce stále slouží železniční dopravě.

### Český Těšín
V Českém Těšíně jezdí městské autobusové Linky 721-725, s licenčními čísly 875721 až 875725 (v minulosti 8752xx a 8750xx). Dopravcem je Arriva Morava.
Dopravu zajištují 4 nízkopodlažní autobusy typu Scania Citywide LF 10.9M a jeden autobus typu Iveco Crossway LE City 10.8M
Viz též článek Tramvajová doprava v Těšíně.

### Havířov
MHD Havířov má 21 autobusových linek, s čísly 401–421, dříve 1-24, licenční čísla 876401 až 876421. Na některých z linek jezdí minibusy .V provozu je také linka k HM Globus 434, jízdné je 5 Kč. Ve městech Šenov a Petřvald se linky havířovské MHD prolínají s linkami DP Ostrava, dále havířovská MHD zahrnuje i obce Horní Bludovice, Albrechtice, Těrlicko a Horní Suchá (která v minulosti byla součástí Havířova) a okrajově i Stonavu. Pro dlouhodobé jízdenky je síť rozdělena na dvě pásma, do prvního pásma patří zastávky na území města Havířova a do druhého pásma patří sousední obce a města. Nyní jde si už koupit také dlouhodobou časovou jízdenku ODIS (zóna 40), která platí taktéž v příměstských spojích. Karty dopravce byly nahrazeny ODISkami. Dopravcem je ČSAD Havířov a. s. Cestující od 6 do 18 let a nad 65 let mají od 1. července 2018 jízdné zdarma, které si lze zdarma nahrát na ODISku jako roční kupón.
V roce 1959 zajišťovaly MHD v Havířově tři autobusy, v roce 1961 již 8 autobusů. V roce 1963 byla zavedena již třetí linka. V roce 1964 byli zrušeni průvodčí a zavedeny označovací jízdenky z předprodeje. V roce 1967 měla síť čtyři linky, v roce 1992 již 15 linek. v listopadu 1992 byl zaveden nástup jen předními dveřmi. 1. července 1999 byly zrušeny označovače jízdenek a zavedeny čipové karty.
V roce 1994 měla havířovská MHD největší podíl autobusů poháněných zemním plynem ze všech měst republiky, téměř polovinu. V současnosti (12/2020) je to s výjimkou elektrobusů již 100%.
Vícekrát se plánovalo zavedení trolejbusů nebo tramvají, naposledy se o trolejbusech uvažovalo v roce 1996.
Od 8. března 2009 jsou všechny linky MHD Havířov na území města Havířova (tarifní zóna 40) zapojeny do integrovaného systému ODIS. Mimoměstské úseky linek (na území měst a obcí Horní Suchá, Albrechtice, Stonava, Těrlicko, Horní Bludovice, Šenov, Petřvald) jsou již také integrovány. Integrace spočívá pouze v uznávání dlouhodobých časových jízdenek ODIS v podobě bezkontaktní čipové karty ODISka.

### Orlová
Linky 501–505 (5 linek), licenční čísla 878501 až 878505. Dopravcem je ČSAD Karviná a. s. MHD zahrnuje obce Dětmarovice, Dolní Lutyně a okrajově i Rychvald a Petřvald. Linky 503 a 505 obsluhují minibusy.
V první polovině 20. století Orlovou procházela úzkorozchodná trať Ostrava – Karviná. Po jejich zrušení začátkem 60. let byly zavedeny 4 autobusové linky MHD, které spojovaly nové sídliště se starým městem a s blízkými doly. Plán na zavedení trolejbusů z 80. let nedošel realizace. V letech 1995–1998 proběhl pokus o integraci některých meziměstských linek do MHD. Ostravský kraj v rámci studie regionální dopravy REDOSO plánuje zavést do centra Orlové tramvlak.
V roce 2009 došlo k přečíslování linek v souladu s integrovaným systémem ODIS. Před tímto rokem bylo v Orlové v provozu 7 linek označených čísly 1-5,7-8. S tím že linkové vedení bylo značně rozdílné.

## Okres Nový Jičín

### Nový Jičín
Linky 601-604 (886601-886604) provozuje dopravce Arriva Morava. Všechny linky jsou vedeny okružní trasou. Provozovány jsou tři elektrobusy.
Bezplatnou linku č. 7 (v minulosti značená č. 0) z autobusového nádraží k hypermarketu Hypernova provozovala Veolia Transport Morava a. s.
Kolem roku 1986 měla linka č. 1 zároveň i celostátní číslo linky ČSAD 70616. V roce 2005/2006 měly dnešní linky č. 1 a 2 společné číslo 885916 a byly formálně jedinou linkou MHD. Další linky měly číslování i tarif běžných regionálních linek. Dnešní linka č. 603 měla číslo 880629 a dnešní linka č. 604 číslo 880604. Provozovatelem všech těchto linek byl Connex Morava a. s.

### Studénka
Linka ODIS č. 611 (887611) jezdí od Žel.st. u bíloveckého nást. k STS v Butovicích. Linka MHD je součástí ODIS, dopravcem je Transdev Morava.
Od dubna do října 2008 byla kvůli opravě mostu v provozu i náhradní linka 885612 s bezplatným provozem, tato linka však nemá zkrácené označení 612 (to patří lince ODIS 880612 z Nového Jičína přes Studénku do Bílovce).

### Kopřivnice
V Kopřivnici MHD není, v některých směrech lze k dopravě použít příměstské autobusy Z-Group bus a Transdev Morava.
Po polovině 90. let 20. století byla zpracována studie zavedení MHD, která však nebyla realizována. V roce 2008 obsahuje návrh strategického plánu požadavek na zpracování komplexní studie dopravní obslužnosti města, v jejímž rámci by mělo být opět posouzeno i zavedení MHD. Roční náklady na provozování se odhadují na 5 miliónů Kč.
V současnosti (2024) některé příměstské linky (či spoje některých linek) mají charakter MHD, jsou však registrovány jako linky příměstské dopravy. Jedná se o linku 883638 do městské části Lubina (Dále do Hukvald) a o spoje linky 883644 do města Štramberk.
Kopřivnice je dnes největším městem ČR dle počtu obyvatel, které nemají vlastní MHD. Ve městě však MHD nechybí, neboť příměstskými linkami jsou obsluhovány dostatečně všechny zastávky ve městě.[zdroj?]

### Frenštát pod Radhoštěm
Ve Frenštátě je převážně na území města omezena trasa linky 883661 dopravce Z-Group bus, na níž jedou asi 4 okružní spoje v pracovní den.